# Real Academia de Ingeniería de España
La Real Academia de Ingeniería de España, RAI, es una institución «a la vanguardia del conocimiento técnico, que promueve la excelencia, la calidad y la competencia de la ingeniería española en sus diversas disciplinas y campos de actuación», que tiene su sede en Madrid, en el edificio del palacio del Marqués de Villafranca, donde fue instalada por Orden Ministerial de 31 de mayo de 2005 del Ministerio de Educación y Ciencia.

## Historia
Creada en 1994, por Real Decreto 859/1994, de 29 de abril, a propuesta del Ministro de Educación y Ciencia, Gustavo Suárez Pertierra. Siguiendo la tradición de las reales academias, la Real Academia de Ingeniería tiene a gala haber sido la primera de ámbito nacional creada durante el reinado del rey Juan Carlos I.
El Ministerio de Educación designa a sus primeros 36 miembros por orden ministerial del 1 de diciembre de 1994, a propuesta del Instituto de Ingeniería de España (18 académicos), las universidades (7), el Instituto de España (6) y la Secretaría de Estado de Universidades e Investigación (5).
De 1994 a 1998 la Academia está bajo el protectorado del Ministerio de Educación, cuya Secretaría de Estado de Universidades e Investigación ostenta en un primer momento la presidencia. Por delegación, ésta recae en el académico Elías Fereres, con una junta de gobierno provisional integrada por Emilio Llorente, José Antonio Garrido, Antonio Luque, José Ramón Irisarri, César Dopazo, Manuel Elices y Andrés Ripoll.
Los académicos constituyentes elaboran el Reglamento de Régimen Interior que regula el procedimiento de elección de nuevos académicos. En sucesivas convocatorias se van cubriendo las 60 plazas de académico numerario que establecen los estatutos.
La primera junta de gobierno autónoma es elegida el 19 de enero de 1999, dándose por terminada la etapa de protectorado. La presidencia recayó de nuevo en Fereres Castiel.
La siguiente junta de gobierno es elegida el 30 de enero de 2003, presidida por Enrique Alarcón. El 14 de julio de ese mismo año Juan Carlos I concede el título de “Real” a la Academia, cuya junta de gobierno prosigue la búsqueda de una sede acorde con sus objetivos.
El 11 de diciembre de 2003 Su Majestad inaugura con su firma el Libro de honor de la Academia y preside una sesión pública en la que Leopoldo Calvo-Sotelo y Bustelo, presidente del gobierno durante la época de la transición, toma posesión como académico de honor.
El 23 de enero de 2007 se elige la tercera junta de gobierno, presidida por Aníbal Figueiras, periodo durante el cual continúan y finalizan las obras de rehabilitación y acondicionamiento del Palacio del Marqués de Villafranca.

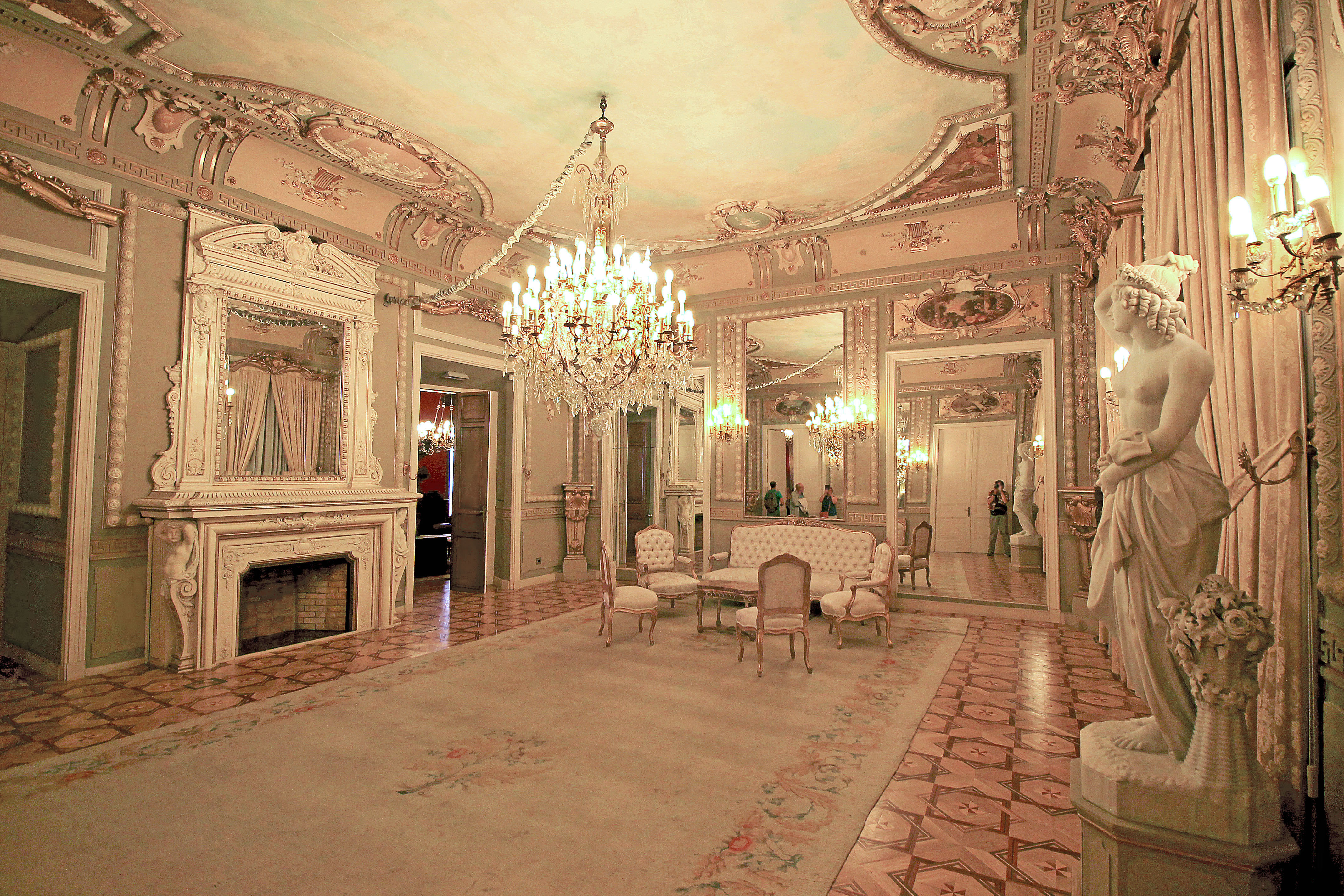
Salón de baile del antiguo palacio del marqués de Villafranca, diseñado por Arturo Mélida en la década de 1870.

## Sede
El palacio del marqués de Villafranca, es la actual sede de la Real Academia de Ingeniería. Fue morada, entre otros personajes, del XI marqués de Villafranca y de Medina Sidonia, se casó en 1775 con María Teresa Cayetana, XIII duquesa de Alba, pintada por Francisco de Goya en varios cuadros.
En el último cuarto del siglo xix la finca pasó a la familia Pérez-Seoane y Roca de Togores, Condes de Velle y luego Duques de Pinohermoso, que redecoraron las salas principales del palacio, con la ayuda, entre otros, del arquitecto, pintor y escultor, Arturo Mélida.

## Organización
El órgano de gestión de la Real Academia de Ingeniería es su Junta de Gobierno siendo responsable de la dirección general y del desarrollo de las actividades que realiza la Corporación.
Una vez al mes los académicos se reúnen en sesión plenaria, para analizar, debatir y organizar todos los temas relacionados con la Real Academia de Ingeniería.
El activo principal de la Real Academia de Ingeniería viene constituido por sus académicos: 60 destacados profesionales de las distintas disciplinas de la Ingeniería y la Arquitectura, provenientes de los ámbitos académico y empresarial, que desarrollan su cometido de fomentar la calidad y la competencia de la Ingeniería española.
Para el sostenimiento de sus actividades, la Academia cuenta con la Fundación Pro Rebus Academiae, de la que forman parte destacadas universidades, organizaciones profesionales y empresas del país. Por esta vía, la Real Academia de Ingeniería comparte sus experiencias empresariales, docentes e investigadoras y las pone al servicio de la Sociedad española y del avance tecnológico del país.

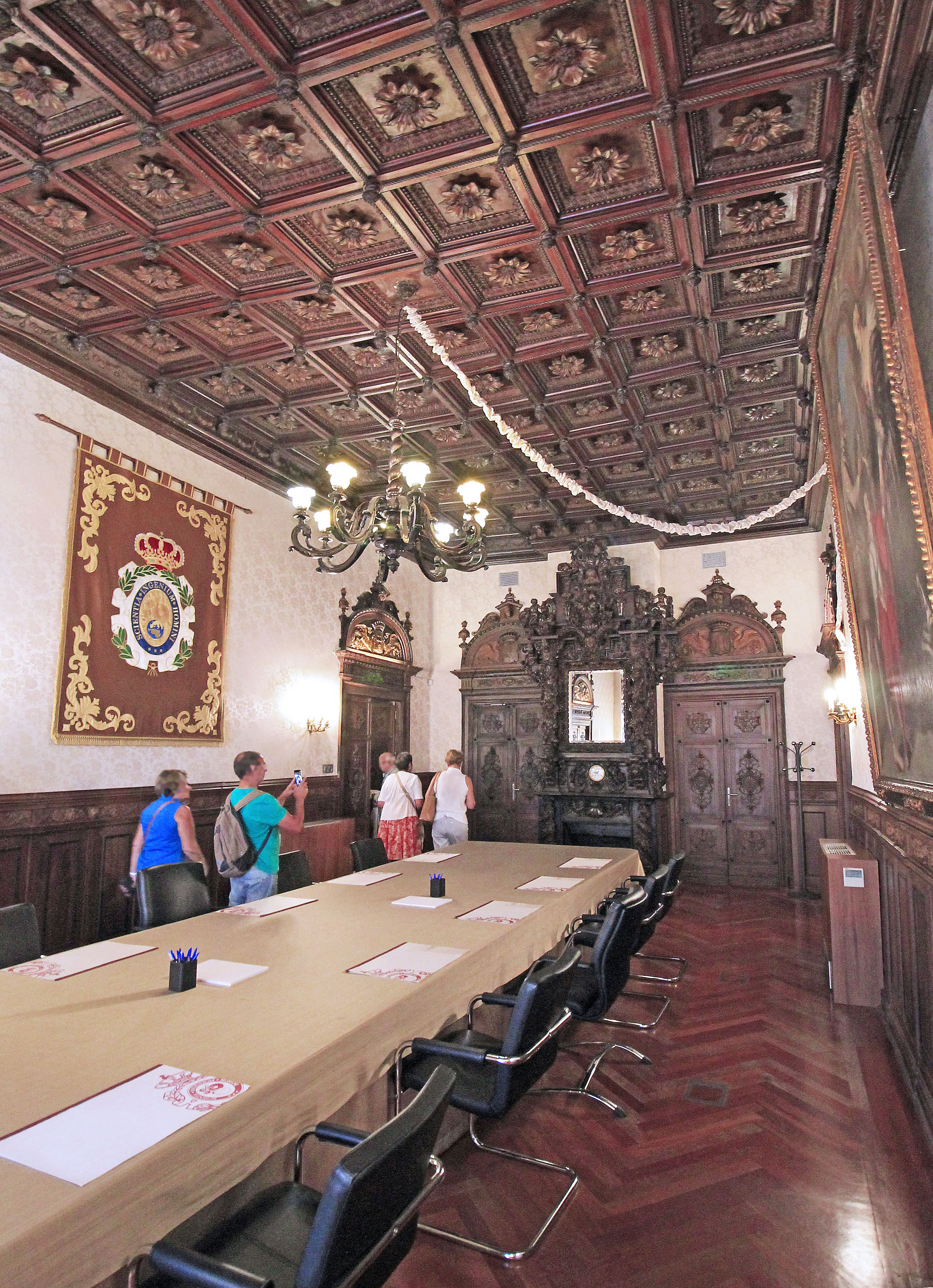
Sala de Juntas de la Academia. Interior diseñado por Arturo Mélida en la década de 1870.

## Presidentes
La Real Academia de Ingeniería ha contado con diferentes presidentes a lo largo de su historia:
- El 19 de enero de 1999, la Academia de Ingeniería inició su nueva trayectoria con la elección de su primera junta de gobierno autónoma, presidida por el académico Elías Fereres Castiel.

- El 30 de enero de 2003, fue elegida la segunda junta de gobierno presidida por el académico Enrique Alarcón Álvarez.

- El 27 de enero de 2007 se eligió la tercera junta de gobierno presidida por el académico Aníbal R. Figueiras Vidal.

- El 12 de abril de 2011 fue elegida la junta de gobierno de nuevo presidida por Elías Fereres Castiel.

- El 19 de noviembre de 2019 fue elegida la actual junta de gobierno presidida por Antonio Colino Martínez.

## Publicaciones
La Real Academia de Ingeniería ha realizado diversas publicaciones, algunas de forma periódica como las memorias anuales de actividades de la Academia, los discursos de las sesiones inaugurales del año académico y los discursos de los académicos en su toma de posesión. Al igual las publicaciones que con motivo de sus homenajes que, en cumplimiento de sus fines estatutarios, distingue, cada dos años, una obra de ingeniería o arquitectura, anónima, personal o colectiva, que representa una aportación históricamente trascendental en España. También se dedica parte de la actividad editorial de la Academia a la publicación de estudios de temas de actualidad que proporcionan una interesante visión aportada por expertos.

## Premios
La Real Academia de Ingeniería distingue, con carácter anual, a aquellos jóvenes investigadores que han destacado en sus aportaciones a la ingeniería española con el Premio Agustín de Betancourt y el Premio Juan López de Peñalver.
Igualmente, se conceden los premios Academiae Dilecta, dirigidos a empresas que hayan fundamentado de modo continuado su estrategia empresarial en la Ingeniería, alcanzando diferenciación a través del desarrollo y empleo de tecnologías novedosas y de una alta capacidad de innovación.

## Fundación Pro Rebus Academiae
La Real Academia de Ingeniería, para el mejor cumplimiento de sus fines estatutarios y de su deber de promocionar la calidad y la competencia de la Ingeniería española, impulsó la creación de un lugar de encuentro de la corporación con las administraciones, los colegios profesionales, las universidades y el mundo empresarial, en el que identificar orientaciones para llevar a cabo actividades de especial y común interés; buscando al tiempo el apoyo preciso para su realización.
La Fundación Pro Rebus Academiae es la forma que tomó dicho lugar de encuentro. Se constituyó mediante escritura pública el 9 de mayo de 2005 y está inscrita en el Registro de Fundaciones del MEC por Orden de 1 de julio del mismo año, disfrutando sus miembros de las exenciones previstas en la Ley de Régimen Fiscal de las Entidades sin Fines Lucrativos y de los Incentivos Fiscales al Mecenazgo (Ley 49/2002 de 23 de diciembre).
La Fundación está dirigida por un patronato, responsable de la gestión de la entidad, del que forman parte, junto a miembros de la Academia, representantes de la universidad, de las organizaciones profesionales y del mundo empresarial.

### Objetivos
En colaboración directa con la Real Academia de Ingeniería, la Fundación busca el servicio a la sociedad mediante:
- el respaldo a las actividades de la Academia;
- el fomento de la calidad y la competencia de la ingeniería española;
- el aliento de la investigación y aplicación de las técnicas y tecnologías en que se sustenta la Ingeniería;
- la difusión de los avances técnicos y tecnológicos, así como su aplicación por empresas y poderes públicos;
- la cooperación con los organismos de las administraciones públicas en actividades dirigidas a la promoción y el empleo de los conocimientos de la Ingeniería;
- la actuación para facilitar la relación entre la Real Academia de Ingeniería, las administraciones, los colegios Profesionales, las empresas y las universidades, y de estos entre sí, para objetivos relacionados con el desarrollo y la aplicación de la ingeniería;
- la cooperación internacional con corporaciones homólogas u organismos en que estas se integran, así como otras entidades que se encuentran vinculadas a la ingeniería;
- la transmisión a la sociedad del papel que en ella lleva a cabo la ingeniería.

## Relaciones internacionales
La Real Academia de Ingeniería es miembro de Euro-CASE, European Council of Academies of Applied Sciences, Technologies and Engineering, una organización independiente que reúne a Academias nacionales de ciencias aplicadas, tecnología e ingeniería pertenecientes a 21 países europeos y que actúa como foro permanente de consulta e intercambio entre las instituciones, empresas y universidades europeas.
La Real Academia de Ingeniería se integra también, en el International Council of Academies of Engineering and Technological Sciences, CAETS, que agrupa a las 21 Academias de Ingeniería y Tecnología más representativas de todo el mundo.
Las raíces culturales comunes facilitan la cooperación muy estrecha con las Academias Iberoamericanas de Ingeniería con las que se formalizan intercambios de ideas y experiencias sobre los distintos ámbitos de la Ingeniería y su incorporación a la sociedad.

### Académicos constituyentes
| - Eugenio Andrés Puente. Medalla n.º I. - Javier Aracil Santonja. Medalla n.º II. - Ramón Argüelles Álvarez. Medalla n.º III. - José Luis Díaz Fernández. Medalla n.º IV. - Gabriel Ferraté Pascual. Medalla n.º V. - José Antonio Garrido Martínez. Medalla n.º VI. - José Ramón Irisarri Yela. Medalla n.º VII. - Antonio Luque López. Medalla n.º VIII. - Emilio Llorente Gómez. Medalla n.º IX. - Manuel Márquez Balín. Medalla n.º X. - José Antonio Martín Pereda. Medalla n.º XI. - Elías Muñoz Merino. Medalla n.º XII. - Luis Alberto Petit Herrera. Medalla n.º XIII. - Rafael Portaencasa Baeza. Medalla n.º XIV. - Andrés Ripoll Muntaner. (Fallecido 02-01-17) - Enrique Sánchez-Monge y Parellada. (Fallecido 01-07-10) - Jaime Torroja Menéndez. Medalla n.º XVII. - Mateo Valero Cortés. Medalla n.º XVIII. | - Enrique Alarcón Álvarez. Medalla nº XIX. - Eduardo Alonso Pérez de Ágreda. Medalla nº XX. - Antonio Barrero Ripoll. (Fallecido 26-04-10) - Pere Brunet Crosa. Medalla nº XXII. - Luis Castañer Muñoz. Medalla nº XXIII. - Elías Fereres Castiel. Medalla nº XXIV. - Francisco García Olmedo. Medalla nº XXV. - Manuel Elices Calafat. Medalla nº XXVI. - José Antonio Fernández Ordóñez. (Fallecido 03-01-00) - Amable Liñán Martínez. Medalla nº XXVIII. - Adriano García-Loygorri y Ruiz. Medalla nº XXIX. - Manuel Valdivia Ureña. (Fallecido 29-04-14) - Enrique Castillo Ron. Medalla nº XXXI. - Avelino Corma Canos. Medalla nº XXXII. - César Dopazo García. Medalla nº XXXIII. - Rafael Moneo Vallés. Medalla nº XXXIV. - Ignasi de Solá-Morales i Rubió. (Fallecido 12-03-01) - Ángel Ramos Fernández (Fallecido 02-01-98) |

### Académicos numerarios por elección
- Javier Rui-Wamba Martija (toma de posesión 17-03-98). Medalla n.º XXXVI.
- Juan Ramón Sanmartín Losada (toma de posesión 18-06-98). Medalla n.º XXXVII.
- Juan Miguel Villar Mir (toma de posesión 27-04-99). Medalla n.º XXXVIII.
- Juan José Martínez García (toma de posesión 15-06-99) (Fallecido 06-08-01)
- Miguel Ángel Lagunas Hernández (toma de posesión 25-10-99). Medalla n.º XL.
- Aníbal R. Figueiras Vidal (toma de posesión 30-05-00). Medalla n.º XLI.
- Miguel Ángel Losada Rodríguez (toma de posesión 29-09-00). Medalla n.º XLIII.
- Enrique Cerdá Olmedo (toma de posesión 20-10-00). Medalla n.º XLII.
- Manuel Silva Suárez (toma de posesión 14-11-00). Medalla n.º XLIV.
- Roberto Fernández de Caleya y Álvarez (toma de posesión 30-10-01) (Fallecido 23-01-04)
- Jaime Domínguez Abascal (toma de posesión 27-11-01). Medalla n.º XLVI.
- Ricardo Torrón Durán (toma de posesión 26-02-02). Medalla n.º XLVII.
- José Alberto Pardos Carrión (toma de posesión 29-04-03). Medalla n.º XLVIII.
- Pilar Carbonero Zalduegui (toma de posesión 03-06-03). Medalla n.º IL.
- Joan Margarit i Consarnau (toma de posesión 25-09-03). Medalla n.º L.
- Ignacio J. Pérez Arriaga (toma de posesión 28-10-03). Medalla n.º LI.
- María Vallet Regí (toma de posesión 18-02-04). Medalla n.º LII.
- José Luis López Ruiz (toma de posesión 22-03-04) (Fallecido 20-04-09)
- Andrés López Pita (toma de posesión 29-04-04). Medalla n.º LIV.
- Antonio Colino Martínez (toma de posesión 14-12-04). Medalla n.º LV.
- Joaquim Coello Brufau (toma de posesión 29-03-05). Medalla n.º LVI.
- Javier Jiménez Sendín (toma de posesión 14-02-06). Medalla n.º LVII.
- Josefina Gómez Mendoza (toma de posesión 21-03-06). Medalla n.º LVIII.
- Luis Lada Díaz (toma de posesión 06-06-06). Medalla n.º LIX.
- Manuel Doblaré Castellano (toma de posesión 17-06-08). Medalla n.º LX.
- Luis Alfonso Gil Sánchez (toma de posesión 23-09-08). Medalla n.º XXVII.
- Jaime Conde Zurita (toma de posesión 28-10-08). Medalla n.º XVI.
- José Manuel Sanjurjo Jul (toma de posesión 27-10-09). Medalla n.º XXV.
- Manuel Hita Romero (toma de posesión 25-05-10). Medalla n.º XXXIX.
- Ramón Agustí Comes (toma de posesión 22-06-10). Medalla n.º XXX.
- Juan Antonio Zufiria Zatarain (toma de posesión 29-11-11). Medalla n.º LIII.
- José Domínguez Abascal (toma de posesión 28-02-12). Medalla n.º XXI.
- Eloy Ignacio Álvarez Pelegry (toma de posesión 27-03-12). Medalla n.º XXXV.

### Académicos correspondientes
- Alemania
  - Johann F. Böhme (toma de posesión 21-07-06)
  - Jörg Schlaich (toma de posesión 11-04-03)

- Australia
  - Martin A. Green (toma de posesión 03-05-99)

- Canadá
  - Cristina Amon (toma de posesión 06-07-06)

- España
  - Pedro Duque (toma de posesión 07-04-99)

- Estados Unidos
  - Raymon J. Krizek (toma de posesión 24-03-99)
  - Ángel G. Jordán (toma de posesión 16-04-99)
  - Jesús A. del Álamo (toma de posesión 26-06-99)
  - Juan Fernández de la Mora (toma de posesión 28-06-99)
  - Manuel Martínez Sánchez (toma de posesión 06-07-99)
  - Juan Carlos Lasheras (toma de posesión 16-08-99)
  - Michael Ortiz (toma de posesión 14-09-99)
  - John L. Hennessy (toma de posesión 01-03-00)
  - Steven N. Anastasion (toma de posesión 04-03-00)
  - Norman Borlaug (toma de posesión 06-03-01) (fallecido 12-09-09)
  - Jeffrey Hoffman (toma de posesión 13-06-01)
  - James R. Rice (toma de posesión 07-08-01)
  - William Wulf (toma de posesión 09-08-01)
  - Janos Galambos (toma de posesión 31-08-01)
  - Ángel Carlos Fernández-Pello (toma de posesión 21-01-02)
  - Judea Pearl (toma de posesión 03-01-03)
  - Bora B. Mikic (toma de posesión 03-02-03)
  - Thomas Kailath (toma de posesión 09-04-03)
  - Jose M. Roesset (toma de posesión 25-04-03)
  - Mark E. Davis (toma de posesión 23-09-08)
  - Zdenek P. Bazant (toma de posesión 22-10-08)
  - Subra Suresh (toma de posesión 28-09-10)

- Francia
  - Germain Sanz (toma de posesión 13-07-01)
  - Claude Wolff (toma de posesión 16-11-01)

- Holanda
  - Louise O. Fresco (toma de posesión 23-02-00)

- Hungría
  - Norber Kroo (toma de posesión 13-07-01)

- Italia
  - Federico Mazzolani (toma de posesión 20-03-00)

- México
  - Francisco José Sánchez Sesma (toma de posesión 19-06-03)
  - Baltasar Mena (toma de posesión 05-08-09)

- Portugal
  - Emanuel Jose Leandro Maranha das Neves (toma de posesión 15-10-2008)

- Reino Unido
  - Robert Malpas (toma de posesión 21-03-99)
  - Maurice V. Wilkes (toma de posesión 24-03-99) (Fallecido en noviembre de 2010)
  - Basil R.R. Butler (toma de posesión 04-04-99)
  - Christopher Bishop (toma de posesión 04-10-08)

- Rusia
  - Viacheslav M. Andreev (toma de posesión 01-04-99)
  - Zhores I. Alferov (toma de posesión 20-06-01)

- Suiza
  - Bruno Thurlimann (toma de posesión 07-04-99) (Fallecido 29-07-08)
  - Werner Arber (toma de posesión 15-06-01)

- Uruguay
  - Andrés Tierno Abreu (toma de posesión 10-08-09)